# Show of Hands
Gli Show of Hands sono un duo di musicisti e cantautori (Steve Knightley e Phil Beer) in attivo dal 1991 provenienti dal Devon.

## Storia
Knightley e Beer (entrambi nati nel 1954) si conoscono adolescenti a Exeter dove sono entrambi componenti di gruppi musicali folk giovanili; a 16 anni partecipano entrambi ad un tour in Svezia. I due si separano in seguito: Knightley va all'Università di Londra e si diploma diventando professore; intanto fonda una rock band con compagni universitari. Phil Beer invece diventa musicista: insieme ad alcuni compagni di liceo forma un gruppo chiamato Albion Band con il quale gira per l'Inghilterra. Alla metà degli anni '80, Knightley torna nel Devon dove ritrova Beer con il quale si rimette, dopo 18 anni, a fare musica.
Dopo aver pubblicato le prime cassette, nel 1987 fondano, insieme a tre musicisti cileni, una band interculturale, che però ha breve durata.
Il duo, chiamatosi Show of Hands, dopo aver fatto altri tre album, chiudono gli anni '90 con la compilation Anglicana. Nel 2000 esce invece l'album di cover, Covers.
Nel 2002 scoprono Seth Lakeman e ne diventano produttori.
Nel 2004 vincono il Best Act Live ai BBC Folk Award e sono acclamati al Cambridge Folk Festival. Inoltre l'album Kitty Jay di Seth Lakeman entra nelle classifiche inglesi e irlandesi.
Nel dicembre del 2006 pubblicano il singolo Roots, che anticipa di alcuni mesi l'uscita di Witness, il loro album di maggiore successo. Il brano critica l'industrializzazione ed il Partito Laburista, e raggiunge ascolti anche in Australia, India e Hong Kong.

## Caratteristiche
Gli Show of Hands mescolano la musica folk inglese con opere da cantautori, riprendendo stili simili ai Genesis, Peter Gabriel, Billy Joel e virtuosismi acustici con mandolino, chitarra, violino e altri strumenti a corda.

## Discografia

### Cassetta
- Show of Hands (1987)
- Tall Ships (1990)
- Out for the Count (1991)

### Album

#### Studio
- Beat about the Bush (1994)
- Lie of the Land (1995)
- Dark Fields (1997)
- Folk Music (1998)
- Covers (2000)
- Cold Frontier (2001)
- The Path (2003)
- Country Life (2003)
- Witness (2006)
- Arrogance, Ignorance & Greed (2009)

#### Live
- Live '92 (1994)
- Live at the Royal Albert Hall (1996)
- Cold Cuts (2002)
- As You Were (2005)
- Live at Exeter Phoenix (2008)

### Raccolte
- Backlog (1995)
- Anglicana (1999)
- No Song to Sing (2000)
- Show of Hands (2000)
- Roots - The Best of Show of Hands (2007)

### Singoli
- Columbus EP (1995)
- Crazy Boy (1997)
- Crooked Man (2004)
- Country Life
- Witness (2006)
- Roots (2007)
- Arrogance, Ignorance & Greed (2009)

### Video e DVD
- Acoustic Workshop (1996)
- Stairway to Devon (1998)
- The Big Gig (2001)
- Show of Hands on Film - The Video Collection (2004)
- Tour of Topsham (2007)